# Distrito electoral de Big Springs (condado de Deuel, Nebraska)
Big Springs (en inglés: Big Springs Precinct) es un distrito electoral ubicado en el condado de Deuel en el estado estadounidense de Nebraska. En el Censo de 2010 tenía una población de 583 habitantes y una densidad poblacional de 1,58 personas por km².

## Geografía
Big Springs se encuentra ubicado en las coordenadas 41°6′24″N 102°8′52″O / 41.10667, -102.14778. Según la Oficina del Censo de los Estados Unidos, Big Springs tiene una superficie total de 369.32 km², de la cual 367.3 km² corresponden a tierra firme y (0.55%) 2.02 km² es agua.

## Demografía
Según el censo de 2010, había 583 personas residiendo en Big Springs. La densidad de población era de 1,58 hab./km². De los 583 habitantes, Big Springs estaba compuesto por el 95.2% blancos, el 0.69% eran amerindios, el 2.57% eran de otras razas y el 1.54% pertenecían a dos o más razas. Del total de la población el 7.55% eran hispanos o latinos de cualquier raza.